# Бахчисарайська художньо-промислова школа
Бахчисарайська художньо-промислова школа — професійна школа в Бахчисараї, з навчанням на кримськотатарській мові.

## Історія
Ініціаторами створення школи стали голова правління Бахчисарайської мусульманської благодійної спільноти Сулейман-мурза Кримтаєв та художник Усеїн Боданінський, котрі почали розробку проєкту школи у 1915 році. 20 жовтня 1916 року Боданінський доповідав з цього питання в Таврійській губернській земській управі, але доповідь не отримала відчутної підтримки. В 1917 році він звернувся з доповіддю до Кримського мусульманського центрального виконавчого комітету і питання вирішилося позитивно.
Школу відкрито 3 листопада 1917 року, в приміщеннях Бахчисарайської чоловічої учительської семінарії імені Гаспринського. Спочатку був 1 клас з 25 учнями та одна столярно-різбярська майстерня. Директором став художник з прикладного мистецтва Абдурефі Абієв. Для організації школи зібрано 3 110 рублів пожертв, ще 2 тисячі рублів виділив мусульманський комітет. Термін навчання в школі становив 5 років — щороку проходив набір нових учнів. Навчання здійснювалося за спеціальностями: вишивання, ткацтво (килими), карбування, вичинювання шкіри та сап'яну, гончарство. Школа випускала гарно підготовлених працівників для місцевого кустарного промислу.
Заклад підпорядковувався до навчального відділу Міністерства торгівлі та промисловости. До школи приймали хлопчиків та дівчаток, які закінчили початкову школу або здали іспит з курсу початкової школи та мали не менше 12 років. Навчання було платним, але за успішне навчання діти могли бути звільненими від сплати.
До 1919 року школа підпорядковувалася Кримській татарській національній директорії. У 1927 році школа мала назву Бахчисарайський кустарний художньо-промисловий технікум народів Сходу. В технікумі навчалися 115 учнів з корінного населення Криму та інших національних районів.